# Helge Kragh
Pour les articles homonymes, voir Kragh.
Helge Stjernholm Kragh (né le 13 février 1944) est un historien des sciences danois qui se concentre sur le développement de la physique, de la chimie et de l'astronomie du XIXe siècle. Il a écrit les biographies de Paul Dirac, Julius Thomsen et Ludvig Lorenz, ainsi que The Oxford Handbook of the History of Modern Cosmology (2019) co-édité avec Malcolm Longair.

## Biographie
Kragh étudie la physique et la chimie à l'Université de Copenhague et obtient son diplôme en 1970. Il obtient son doctorat en physique en 1981 à l'Université de Roskilde. Il obtient un deuxième doctorat en philosophie de l'Université d'Aarhus en 2007.
Kragh est professeur agrégé d'histoire des sciences à l'Université Cornell de 1987 à 1989, professeur à l'Université d'Oslo de 1995 à 1997 et professeur à l'Université d'Aarhus au Danemark de 1997 à 2015.
En 2015, il prend sa retraite et devient professeur émérite à l'Institut Niels-Bohr de l'Université de Copenhague. Il est également professeur émérite au Centre d'études scientifiques de l'Université d'Aarhus.
Les domaines d'étude de Kragh sont l'histoire de la physique à partir du milieu du XIXe siècle, l'histoire de l'astronomie, l'histoire de la cosmologie et l'histoire de la chimie. Il est connu pour ses travaux sur l'histoire du système périodique, les premiers modèles atomiques quantiques, la cosmologie spéculative et les aurores boréales.

## Honneurs et récompenses
- 2019, Prix Roy G. Neville pour Julius Thomsen : A Life in Chemistry and Beyond (2016), Science History Institute[1],[4]
- 2019, Prix Abraham-Pais d'histoire de la physique, Société américaine de physique (APS)[2],[5]
- Président, Société européenne pour l'histoire des sciences 2008-2010[6],[7]
- Membre de l'Académie internationale d'histoire des sciences (membre correspondant depuis 1995, membre titulaire depuis 2005)[8]
- Membre, Académie royale danoise des sciences et des lettres[9]

## Écrits
- Julius Thomsen : A Life in Chemistry and Beyond (2016)[1]
- Ludvig Lorenz: A Nineteenth-Century Theoretical Physicist (2018)[1]
- The Weight of the Vacuum (2014)
- Masters of the Universe (2015)[7]
- Varying Gravity: Dirac’s  Legacy  in  Cosmology and Geophysics (2016)[7]
- Dirac : A Scientific Biography. Presse de l'Université de Cambridge 1990, 2005, (ISBN 0521017564)
- Quantum Generations: A History of Physics in the Twentieth Century. Princeton University Press, 1999
- An introduction to the Historiography of Science. Presse de l’Université de Cambridge, 1987
- Matter and Spirit in the Universe: Scientific and Religious Preludes to Modern Cosmology. 2004
- Conceptions of Cosmos: From Myths to the Accelerating Universe: A History of Cosmology. Oxford University Press, 2006
- Cosmology and Controversy: The Historical Development of Two Theories of the Universe. Presse universitaire de Princeton, 1999
- The Moon that wasn't – the saga of Venus' spurious satellite. Birkhauser, 2008
- Den Sære Historie om Venus' Måne og Andre Naturvidenskabelige Fortællinger (L'étrange histoire de la lune de Vénus et autres contes scientifiques). Lindhardt et Ringhof, 2020, (ISBN 9788711984000)[10]
- Entropic Creation: Religious Contexts of Thermodynamics and Cosmology. Ashgate, Londres 2008
- avec David Knight, éd. : The Making of the Chemist: The Social History of Chemistry in Europe, 1789–1914. Presse de l’Université de Cambridge, 1998
- avec Peter C. Kjargaard et Henry Nielsen : Science in Denmark – A Thousand-Year History. Presse universitaire d'Aarhus, 2009
- avec Malcolm Longair, éd. : The Oxford Handbook of the History of Modern Cosmology. Presse universitaire d'Oxford, 2019
- Max Weinstein : Physique, philosophie, pandéisme, History and Philosophy of Physics, 2019
- Avant-propos, Max B. Weinstein, World and Life Views, Emerging From Religion, Philosophy and Perception of Nature, trans. Déborah Moss, 2021
- Liste des publications de Kragh jusqu'en 2015 à l'Université d'Aarhus